# Монтелеоне-Рокка-Дорія
Монтелеоне-Рокка-Дорія (італ. Monteleone Rocca Doria, сард. Monteleone) — муніципалітет в Італії, у регіоні Сардинія,  провінція Сассарі.
Монтелеоне-Рокка-Дорія розташоване на відстані близько 370 км на південний захід від Рима, 150 км на північ від Кальярі, 29 км на південь від Сассарі.
Населення — 105 осіб (2014).

## Демографія
Населення за роками:

Станом на 1 січня 2023 року в муніципалітеті іноземці офіційно не проживали.

## Сусідні муніципалітети
- Падрія
- Романа
- Вілланова-Монтелеоне